# Eggermühlen
Eggermühlen er en kommune med godt 1.700 indbyggere (2013), beliggende i, og en del af Samtgemeinde Bersenbrück, i den nordlige del af Landkreis Osnabrück, i den tyske delstat Niedersachsen.

## Geografi
Eggermühlen ligger i landskabet Ankumer Höhe nordvest for Naturpark Nördlicher Teutoburger Wald-Wiehengebirge.

### Nabokommuner
Eggermühlen grænser til kommunerne:
- mod øst: Ankum, Kettenkamp
- nod syd: Merzen, Fürstenau
- mod vest: Bippen, Berge
- mod nord: Menslage

### Inddeling
I kommunen ligge ud over Eggermühlen disse landsbyer og bebyggelser, der ind til 2972 var selvstændige kommuner 
- Basum-Sussum
- Besten
- Bockraden
- Döthen